# Korherr-rapporten
Korherr-rapporten var en rapport om antalet judar i Europa i januari 1943, publicerad av den tyska tjänstemannen Richard Korherr. Dokumentet är ett samtida belägg för Förintelsen, och visar att antalet judar minskat med fyra miljoner.
Den 18 januari 1943 gav Heinrich Himmler Korherr i uppdrag att upprätta en statistisk rapport över den slutgiltiga lösningen av judefrågan, d.v.s. Förintelsen, som den hade förlöpt fram till och med den 31 december 1942. En tidigare rapport, avfattad av Adolf Eichmanns avdelning IV B4 vid Reichssicherheitshauptamt och skickad till Himmler den 15 december 1942, hade av Himmler avfärdats, eftersom den ansågs vara av låg professionell standard. Himmler var i stort behov av en tillförlitlig rapport, då han hade mottagit kritik från Albert Speer, riksminister för vapen och ammunition, och Friedrich Fromm, generalöverste och befälhavare för den tyska reservarmén; kritiken gällde utrotningen av potentiella arbetare i den tyska vapenindustrin och även potentiella soldater.
Efter drygt två månader, den 23 mars, sände Korherr en 16-sidig rapport till Karl Brandt vid Himmlers personliga stab. Enligt Korherrs beräkningar hade 1 873 549 judar "evakuerats", d.v.s. förintats till och med den 31 december 1942. Himmler godkände Korherrs sammanställning, men krävde att Korherr skulle byta ut termen Sonderbehandlung ("specialbehandling"), som användes som omskrivning för "mord", mot formuleringen durchschleusen ("föra igenom", "slussa igenom"), i sammanhanget med böjningsformen durchgeschleust, med betydelsen "bearbetad" eller "genomförd". Dessa formuleringar förekommer i den andra versionen av rapporten som var en förkortad version på sex och en halv sida och som ställdes till Adolf Hitlers förfogande. Denna version var därtill uppdaterad till och med den 31 mars 1943. Korherr ger i den kortare versionen inte några exakta siffror för utvecklingen av Förintelsen fram till och med den 31 mars, men kvalificerade beräkningar har utförts. I boken Dimension des Völkermords anges att antalet förintade judar skall ha ökat till cirka 2 500 000.